# Volnyj veter
Volnyj veter (russisk: Вольный ветер) er en sovjetisk spillefilm fra 1961 af Leonid Trauberg og Andrej Tutysjkin.

## Medvirkende
- Lionella Pyrjeva som Stella
- Nadezjda Rumjantseva som Peppita Diabolo
- Aleksandr Lazarev som Yango
- Nikolaj Gritsenko som Georg Stan
- Mark Pertsovskij som Foma